# Pan-Afrikanische Orogenese
Unter Pan-Afrikanische Orogenese wird ein langwieriger und großräumiger geodynamischer Zyklus von tektonischen, magmatischen, vulkanischen, metamorphen und sedimentären Prozessen mit Bildung von Gebirgen bzw. orogenen Gürteln verstanden. Er führte im engeren Sinn zur Formierung des afrikanischen Kontinents.
Die Pan-Afrikanische Orogenese basiert auf plattentektonischen Vorgängen globalen Ausmaßes, beginnend mit dem Auseinanderbrechen von Lithosphärenplatten (Kontinentalplatten) und dem Öffnen von intra-kontinentalen Grabenbrüchen bis hin zum Schließen der sich zwischen ihnen gebildeten Ozeane oder Meere. Diese Prozesse lassen sich zurückverfolgen bis in Entwicklungsphasen des Superkontinents Rodinia und stehen im Zusammenhang mit der späteren Formierung des Superkontinents Pannotia mit dem Großkontinent Gondwana als dessen bedeutendste kontinentale Masse. Afrika war darin der zentrale Kontinent.
Die orogenen Gürtel bildeten sich zwischen älteren, geologisch stabilen Landmassen, wie z. B. Kratonen, Schilden oder Terranen und stellen heute somit fossile Plattenränder in unterschiedlicher und wechselnder geologischer Ausprägung dar, anhand derer die paläographischen Entwicklungen nachvollzogen werden können.
Der Zeitraum der Pan-Afrikanische Orogenese fällt in die Ära des Neoproterozoikums und begann vor ca. 1000 Millionen Jahren (abgekürzt mya) und war im frühen Phanerozoikum, dem unteren Kambrium, um 530 mya mit der abschließenden Orogenbildung weitgehend abgeschlossen.

## Begriffsprägung
Der Begriff Pan-Afrikanisch (engl. Pan-African) wurde 1964 vom Geologen William Quarrier Kennedy geprägt. Grundlage waren die Messungen der Isotopenverhältnisse in den radioaktiven Zerfallsreihen von Rubidium (Rb) in Strontium (Sr) und Kalium (K) in Argon (Ar) in afrikanischen Gesteinen, die aus den orogenen Gürteln stammen (siehe auch → Geochronologie).

## Archaische bis Mesoproterozoische Strukturen und Entwicklungen
Der Kontinent Afrika besteht aus einem riesigen, kratonisierten kristallinen Grundgebirge mit sehr alten Gesteinen. Darüber lagern weit verbreitete, mächtige Sedimente mesozoischen und tertiären Alters, die das Deckgebirge bilden.
Die ältesten Strukturen und Gesteine Afrikas können bis in archaische (von 4.600 bis 2.500 mya) und proterozoische (von 2.500 bis 541 mya) Zeiträume zurückverfolgt werden.

### Archaische Strukturen

Westafrika-Kraton mit angrenzendem Transsahara-Gürtel (Pharusian belt) sowie Tuareg- und Binin-Nigeriaschilde
Sahara-Metakraton mit Teilen vom Arabisch-Nubischen Schild, dem Westafrika- und Kongo-Kraton
Simbabwe-Kraton und Limpopo-Gürtel mit dem Kaapvaal-Kraton

Im Archaikum entstanden im Wesentlichen die sieben ältesten kratonisierte Kerne Afrikas. Sie wurden bis zum Paläoproterozoikum zu drei große Kratone zusammengefügt.
- Nordwest-Afrika
  - Westafrika-Kraton[4] mit den Schilden Reguibat und Man
- Nordzentralafrika
  - Sahara-Metakraton[5] oder Nil-Kraton
- Zentralafrika
  - Kongo-Kraton mit den Gabon- und Chaillu-, Zaire-, Angola- und Kassai-Blöcken. Vor und während der Pan-Afrikanischen Orogenese war der Kongo-Kraton noch mit dem São Francisco-Kraton verbunden. Deren Trennung erfolgte während des Zerfalls von Pangaea mit der Trennung Afrikas von Südamerika in der Unterkreide.
  - Tansania-Kraton[6]
  - Bangweulu-Block[7]
- Südafrika
  - Kaapvaal-Kraton
  - Simbabwe-Kraton, in dem der Sebakwe-Protokraton eingegliedert ist.[8] Diese Kratone werden vom archaischen Limpopo-Gürtel getrennt und vom paläoproterozoischen Namaqua-Natal-Gürtel südlich umschlossen. Sie bilden zusammen den Kalahari-Kraton.[9]

Madagaskar enthält den Antogil-Block und den Antananarivo-Kraton.

### Paläo- bis mesoproterozoische Entwicklungen
Im Proterozoikum ereigneten sich zwei große gebirgsbildende Ereignisse.
- Als Eburnean-Orogenese (engl.: Eburnean orogeny)[10] wird ein Zyklus von tektonischen, metamorphen und plutonischen Ereignissen bezeichnet, der sich zwischen ca. 2200 und 1800 mya ereignete. Es werden drei Phasen unterschieden: Entlang eines aktiven Akkretionskeils lagerten sich weitere Krustenteile an den Westafrika-Kraton an. Die Kratone Kongo und Tansania wurden zum Zentralafrikanischen Kraton zusammengefügt. An den zentral- und südafrikanischen Kratonen entwickelten sich passive Kontinentalränder mit Gebirgsbildungen.
- Die Kibaran-Orogenese (engl.: Kibaran orogeny)[11] war ein gebirgsbildender Prozess in Afrika als Teil der globalen Grenville-Orogenese, die zur Formierung Rodinias führte. Der Zeitraum wird zwischen 1400 und 1000 mya vermutet. Die afrikanischen Regionen, die von dieser Orogenese erfasst wurden, werden noch unterschiedlich interpretiert. Im weitesten Sinne sind es die Kibara mountains im Osten der Demokratischen Republik Kongo und der Namaqua-Natal-Gürtel im südlichen Afrika. Gesteine dieses Alters wurden im Ahaggar (Hoggar-Berge) sowie im Nordwesten und Südwesten Nigerias und in Kamerun sowie im Norden des Kongo-Kratons gefunden. Auch in Südafrika fanden sich orogene Segmente.

Neuerdings wird vorgeschlagen, die Definition viel enger zu fassen. Danach bezieht sich der Begriff „Kibara“ nur auf ein tektono-magmatisches Ereignis um 1375 mya in dem Karagwe-Ankole Belt nördlich des Tanganjikasees im Süden Ugandas. Der Begriff „Kibaran-Gürtel“ soll sich auf den Gürtel um die Kibara-Berge im Südosten der Demokratischen Republik Kongo beschränken.

## Pan-Afrikanische Orogenese

### Ostafrikanisches Orogen

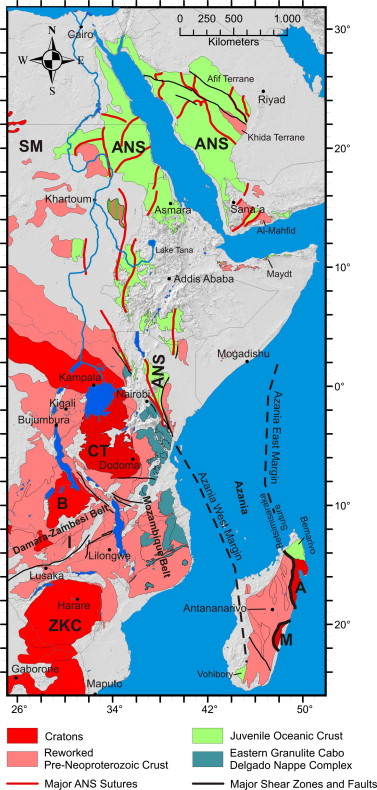
Krustenprovinzen im Ostafrikanischen Orogen mit mutmaßlichen Azania-Randzonen

Das Ostafrikanische Orogen ist ein etwa 6000 Kilometer (abgekürzt km) langer Orogenkomplex, der in Nord-Süd-Richtung im Osten Afrikas und im angrenzenden Teil Vorderasiens verläuft. Er beginnt im Süden Israels und verläuft weiter nach Mosambik. Das Ostafrikanische Orogen besteht aus dem Arabisch-Nubischen Schild, dem Mosambik-Gürtel und findet seine geologische Fortsetzung auf Madagaskar. Dieser Orogenkomplex kann mit dem heutigen Hochgebirgssystem der Alpidischen Orogenese verglichen werden.
Mit dem Zerfall von Rodinia öffnete sich um ca. 1000 mya infolge Ozeanbodenspreizungen der Mosambik-Ozean. Dieser breitete sich zwischen Groß-Indien (Indien mit Nordost-Madagaskar, Sri Lanka und den Seychellen), dem Kraton Tansania, dem damals noch verbundenen Kraton Kongo-São Francisco (abgekürzt Kongo-SF) sowie dem Bangweulu Block aus (siehe auch → Pannotia). Ein weiterer Ozean befand sich zwischen dem Kalahari-Kraton und Ostantarktika, bzw. dem anteiligen Mawson-Kraton. Dieser wird als Mawson-Ozean bezeichnet. Der Mawson-Kraton ist unter dem antarktischen Eisschild verdeckt. Es wird vermutet, dass er etwa Wilkesland entspricht.
Infolge der Ozeanboden-Subduktion lösten sich von dieser ein oder mehrere Krustenblöcke, Mikrokontinente oder Terrane archaischen und paläoproterozoischen Alters. Der Zeitraum dieser Trennung ist noch nicht geklärt. Die abgelösten Landmassen wurden nach einem alten Namen für Bereiche der afrikanischen Ostküste Azania benannt.
Die wesentlichen Krustenprovinzen im Ostafrikanischen Orogen sind der Sahara-Metakraton (SM), der Arabisch-Nubische Schild (ANS), die Kongo-/Tansania-/Bangweulu-Kratone (CTB), die Simbabwe-/Kalahari-Kratone (ZKC), der Mosambik-Gürtel (MG), die Eastern Granulite-/Cabo Delgado-Deckenkomplexe, jeweils afrikanisch sowie die madagassischen Kratone Antogil (A) und der Masora (M) (siehe Abbildung).
Die ostafrikanische Kollisionsphase erfolgte zwischen 650 und 620 mya. Sie reichte vom Arabisch-Nubischen Schild bis zum Bangweulu-Block. Ihr folgte von 570 bis 530 mya die Kuunga-Orogenese, bei der Ostantarktika bzw. der anteilige Mason-Kraton mit dem Kalahari-Kraton zusammenstieß. Anschließende Dehnungstektonik (Extension) fanden bis 480 mya statt.

#### Arabisch-Nubischer Schild

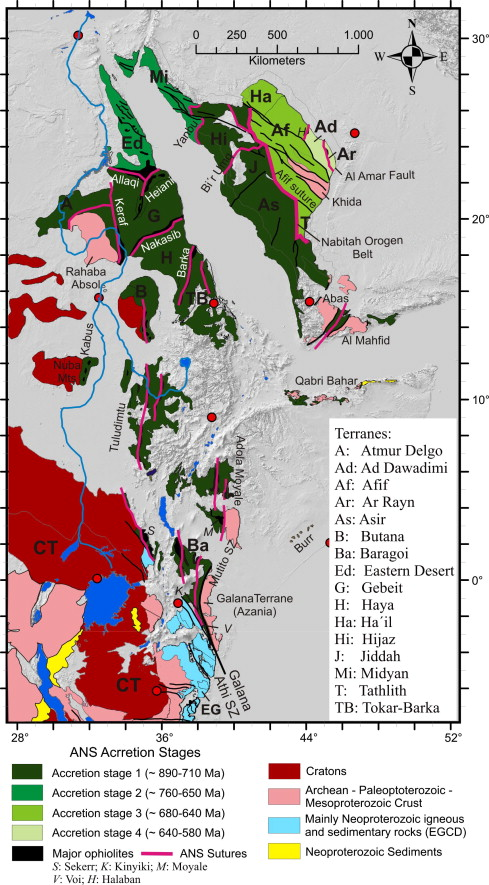
Arabisch-Nubischer Schild mit Krusten-Akkretionsalter und Suturen

Der Arabisch-Nubische Schild bildet den nördlichen Abschnitt des Ostafrikanischen Orogens. Er gliedert sich in den Arabischen Schild und den Nubischen Schild. Ersterer erstreckt sich über weite Teile der westlichen Arabischen Halbinsel. Der Nubische Schild ist Bestandteil der Afrikanischen Platte. Ursprünglich hingen beide Schilde zusammen. Sie wurden infolge der Öffnung des Roten Meeres, die vor etwa 38 mya begann, voneinander getrennt.
Geologisch stellt der Arabisch-Nubische Schild einen schildartigen, jedoch nicht kratonisierten Grundgebirgskomplex dar. Er entstand durch Akkretion (Zusammenschluss) einer Vielzahl von intra-ozeanischen Krusten (Inselbögen) und möglicherweise ozeanischen Plateaus sowie anderen Terranen. Diese wurden zwischen dem im Westen liegenden Sahara-Metakraton, dem Kraton Kongo-SF und dem Tansania-Kraton und den im Osten befindlichen Azania- und den Afif-Terranen komprimiert. Zahlreiche auf kontinentalen Flanken aufgeschobene Ozeanbodensequenzen (Ophiolithe) und deren Suturen zeugen von diesen Kollisionen, die sich von 890 bis 580 mya ereigneten.

#### Mosambik-Gürtel

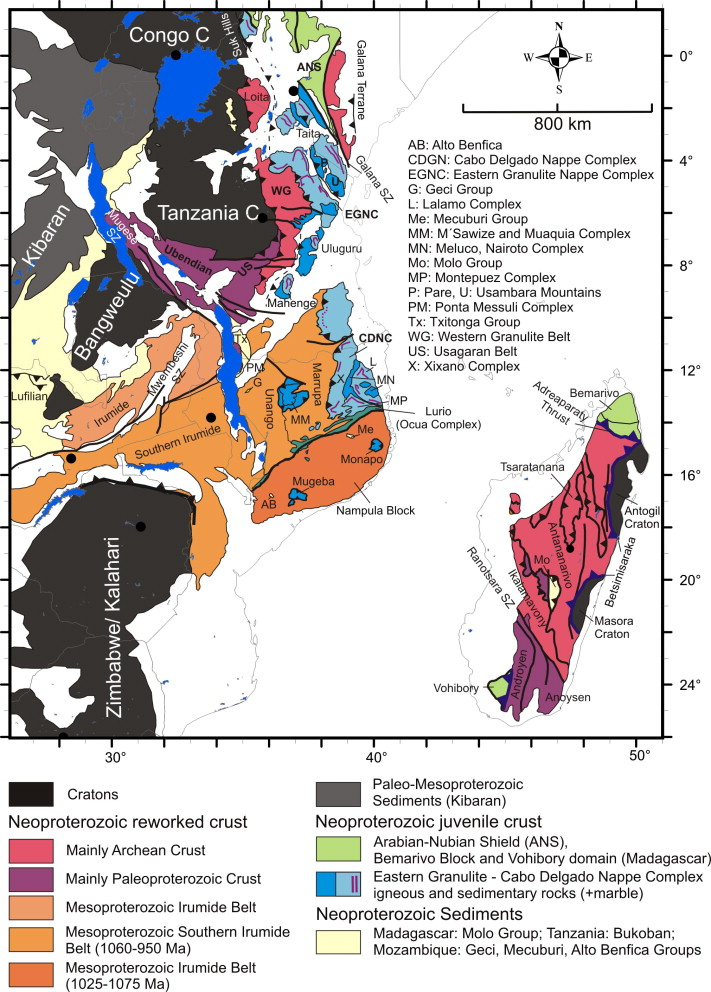
Mosambik-Gürtel mit Krustendomainen und -alter

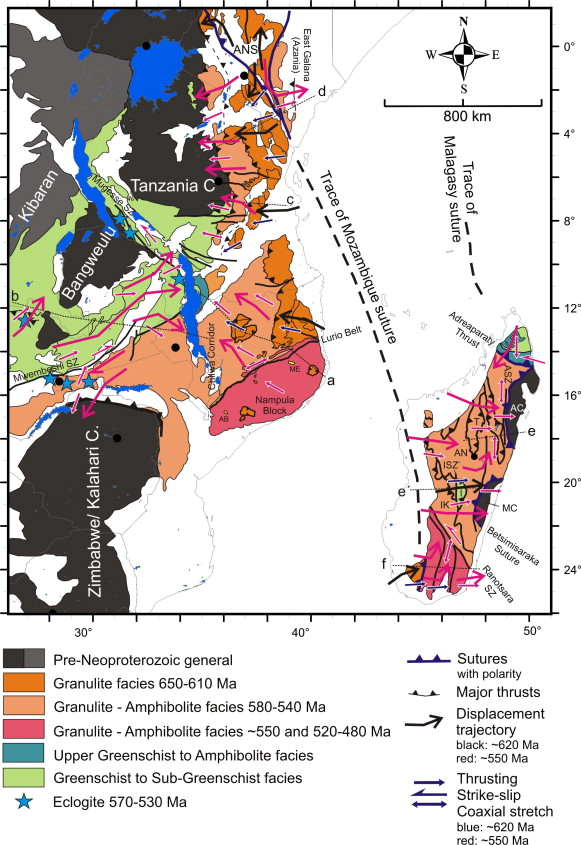
Strukturelle und metamorphe Fazies im Mosambik-Gürtel und Madagaskar mit mutmaßlichen Randzonen der Mosambik- und Malagasy-Ozeane

Der Mosambik-Gürtel schließt südlich an den Arabisch-Nubischen Schild an. Er bildet den südlichen Ast des Ostafrikanisches Orogens. Er verläuft entlang der zentral- bis südafrikanischen Ostküste vom südlichen Äthiopien bis hin zu Mittel-Mosambik. Aufgrund von geophysikalischen Mustern, strukturellen Eigenschaften und der Geochronologie wird angenommen, dass sich der Mosambik-Gürtel u. a. auf Madagaskar fortsetzt.
Die Azania-Krustenblöcke kollidierten zwischen 650 und 620 mya mit den Kratonen Tansania, Kongo-SF und Bangweulu infolge der Annäherung des Indischen Schildes. Eine weitere Orogenbildungsphase fand statt zwischen 570 und 530 mya, als sich der Mawson-Ozean schloss und Ostantarktika bzw. der Mawson-Kraton und Australien mit den Kratonen Kalahari und Simbabwe kollidierten. Diese Prozesse werden Kuunga-Orogenese bezeichnet.
Der Mosambik-Gürtel enthält eine Vielzahl von Krustenstrukturen, Blöcken und Orogenen, die unterschiedlich entstanden sind und sich abweichend voneinander weiter entwickelt haben. Dies kann unterschieden werden in die Bildung von neuen (juvenilen) und in die Wiederaufarbeitung von alten Krusten. Gemeinsam ist jedoch der Einfluss von Kollisionen auf diese Strukturen.
Neu gebildete Krusten formen einen einheitlichen, durchgehenden Gürtelkomplex, der südlich an den Arabisch-Nubischen Schild anschließt und vom östlichen Uganda über Kenia, Tansania bis nach Mittel-Mosambik verläuft. Die Gesteine sind ähnlich denjenigen des Arabisch-Nubischen Schildes. Zwischen 650 und 620 mya wurden sie hochgradig deformiert und metamorph überprägt und als tektonischen Decken in Form von Klippen (engl.: Nappe) auf westlich liegende vor-neoproterozoische Grundgebirgsprovinzen aufgeschoben.
Umgeformte Krustenprovinzen betreffen vor-neoproterozoische Grundgebirgseinheiten an den östlichen bis südwestlichen Rändern der Kratone Kongo-SF, Tansania und Bangweulu sowie den nördlichen und östlichen Rändern der Kratone Kalahari und Simbabwe. Infolge von Kollisionsvorgängen wurden sie zwischen 580 und 540 mya unterschiedlich tektonisch, thermisch und strukturell umgearbeitet. Dieses betraf eine Vielzahl von einzelnen Krustenprovinzen, deren Ausgangsgesteine (Protolithe) größtenteils den jeweiligen Kratonen entstammen. Die Kollisionsprozesse waren begleitet von z. T. voluminösen plutonischen Intrusionen und sich flächenhaft ausbreitenden Vulkaniten.

#### Madagaskar-Strukturen
Die Entstehung von Madagaskar ist geprägt durch eine Ansammlung von unterschiedlichen geologischen Strukturen aus verschiedenen geografischen Ursprungsgebieten und zeitlichen Entwicklungsphasen. Sie umfasst paläoarchaische und paläoproterozische Kraton-Bruchstücke, die von anderen Kratonen abstammen sowie neoproterozoische juvenile Inselbogen-Komponenten aus verschiedenen Ozeanbecken. Während der Bildung des Ostafrikanischen Orogens schlossen sich diese Landmassen zusammen.
Von besonderer Bedeutung hinsichtlich der Entstehung von Madagaskar sind der Antogil-Block und der Antananarivo-Kraton von Zentralmadagaskar. Der Antogil-Block war ursprünglich Bestandteil des indischen Dharwar-Kratons. Der Antananarivo-Kraton entstammt den östlichen Bereichen der Kratone Kongo-SF, Tansania sowie dem Bangweulu-Block. Beide waren durch den Malagasy-Ozean getrennt. Der Mosambik-Ozean erstreckte sich zwischen beiden und Ostafrika. Von 630 bis 530 mya kollidierten beide Krustenprovinzen miteinander unter Kompressionen und Metamorphosen der Gesteine.
Neoproterozoische juvenile Krustenprovinzen bestehen aus Sedimentgesteinen mit Inselbogen-Affinität. Das Ablagerungsalter datiert zwischen 800 und 550 mya. Diese juvenilen Krustenbereiche stehen im Zusammenhang der Bildung des Mosambik-Gürtels. Von besonderer Bedeutung ist die Betsimisaraka-Suturzone. Sie bildet die Kontaktzone zwischen den kratonischen Provinzen nach deren Kollision.
Indien mit Madagaskar trennte sich ab etwa 160 mya von Afrika. Um etwa 90 mya erfolgte die Separierung Madagaskars von Indien. Seitdem ist Madagaskar von Afrika durch den Indischen Ozean getrennt.

### Transkontinentale Gürtel Südafrikas
Anhand von ähnlichen tektonischen Entwicklungen, strukturellen und metamorphen Eigenschaften wird vermutet, dass diese Gürtel Südafrika annähernd in Ost-West-Richtung durchziehen, beginnend am Mosambik-Gürtel und bis hin zur Westküste des Südatlantiks. Er hätte somit eine Länge von ca. 2.000 km.

#### Sambesi-Gürtel

Sambesi-Becken und Flussverlauf

Der Sambesi-Gürtel erstreckt sich zwischen südlichen Sambia und dem nördlichen Simbabwe. Geologisch ist er im Norden begrenzt durch den Kraton Kongo-SF und im Süden durch den Zimbabwe-Kraton, dem nördlichen Teil des Kalahari-Kratons. Im nördlichen Simbabwe zweigt der Gürtel von einem dortigen Triple Junction (Tripelpunkt) ab, an dem auch der Mosambik-Gürtel und der Lufilian-Bogen anschließen.
Die Bildung des Sambesi-Gürtels geht auf plattentektonische Ereignisse von 880 bis 820 mya zurück. Es entstanden ein oder mehrere, relativ schmale intra-kontinentale aulakogene, nicht zu ozeanische Spreizungen führende Grabenbrüche, die mit Meereswasser geflutet wurden. In diesen lagerten sich magmatische Komponenten und Sedimente neoproterozoischen Alters ab.
Zwischen 620 und 550 mya unterlagen diese Gesteine Kompressionen und Deformationen im Wesentlichen infolge von Kollisionsprozessen zwischen den Kratonen Kongo-SF und Kalahari, wodurch die Grabenbrüche und Sedimentbecken wieder geschlossen wurden und Falten- und Überschiebungskomplexe entstanden. Dabei bildeten sich auch Transformstörungen (seitliche Erdplattenverschiebungen), wie die Mwembeshi-Scherzone, die den Sambesi-Gürtel von den Lufilian-Bogen trennt und weiter transkontinental durch Südafrika verläuft. In die stark metamorph überprägten Gesteinen des Grundgebirges intrudierten voluminöse Batholithe.
Von besonderer Bedeutung für die Erforschung des Sambesi-Gürtels sind die Chewore-Inliers. Sie liegen zentral im Sambesi-Gürtel an der nördlichen Zone des Zimbabwe-Kratons. Anhand von Strukturen, Metamorphosen und der Geochronologie können die langwierigen und vielfältigen Prozesse vom Mesoproterozoikum bis zum frühen Paläozoikum nachvollzogen werden.

#### Lufilian-Bogen
Der Lufilian-Bogen liegt etwa zentral im südlichen Afrika und verläuft vom Nordwesten Sambias durch die ehemalige Katanga-Provinz der Demokratischen Republik Kongo bis nach Ost-Angola. Er hat eine nach Norden zeigende konvexe Form. Geologisch schließt er an die westlichen Zonen des Sambesi-Gürtels und des Mosambik-Gürtels an. Umgeben ist er von den Kratonen Kongo-SF und Kalahari sowie dem Bangweulu-Block. Die Mwembeshi-Scherungszone grenzt ihn vom Sambesi-Gürtel ab.
Die geologische Entwicklung des Lufilian-Bogens begann um 880 mya und verlief ähnlich wie die des Sambesi-Gürtels. In dem aulakogenen Becken lagerten sich 5 bis 10 km mächtige Sedimentschichten ab, die als Katanga Supergroup bezeichnet wird. Als Sedimentquelle dienten die umliegenden Kontinentalmassen. Während Kollisionsprozesse zwischen dem Kongo-SF- und dem Kalahari-Kraton wurden die Sedimentgesteine mit geringen magmatischen Anteilen bis 540 mya deformiert und niedrig- bis hochgradig metamorph überprägt. In Zentral-Sambia bis zur Mwembeshi-Scherungszone, intrudierte um 550 mya ein großer Batholith die abgelagerten Sedimente.
Teil des Lufilian-Bogens ist der Copperbelt, der von besonderer wirtschaftlicher Bedeutung ist, da dort bedeutende Vorkommen von Kupfer-, Kobalt- und anderen Erzen abgebaut werden.

#### Damara-Gürtel

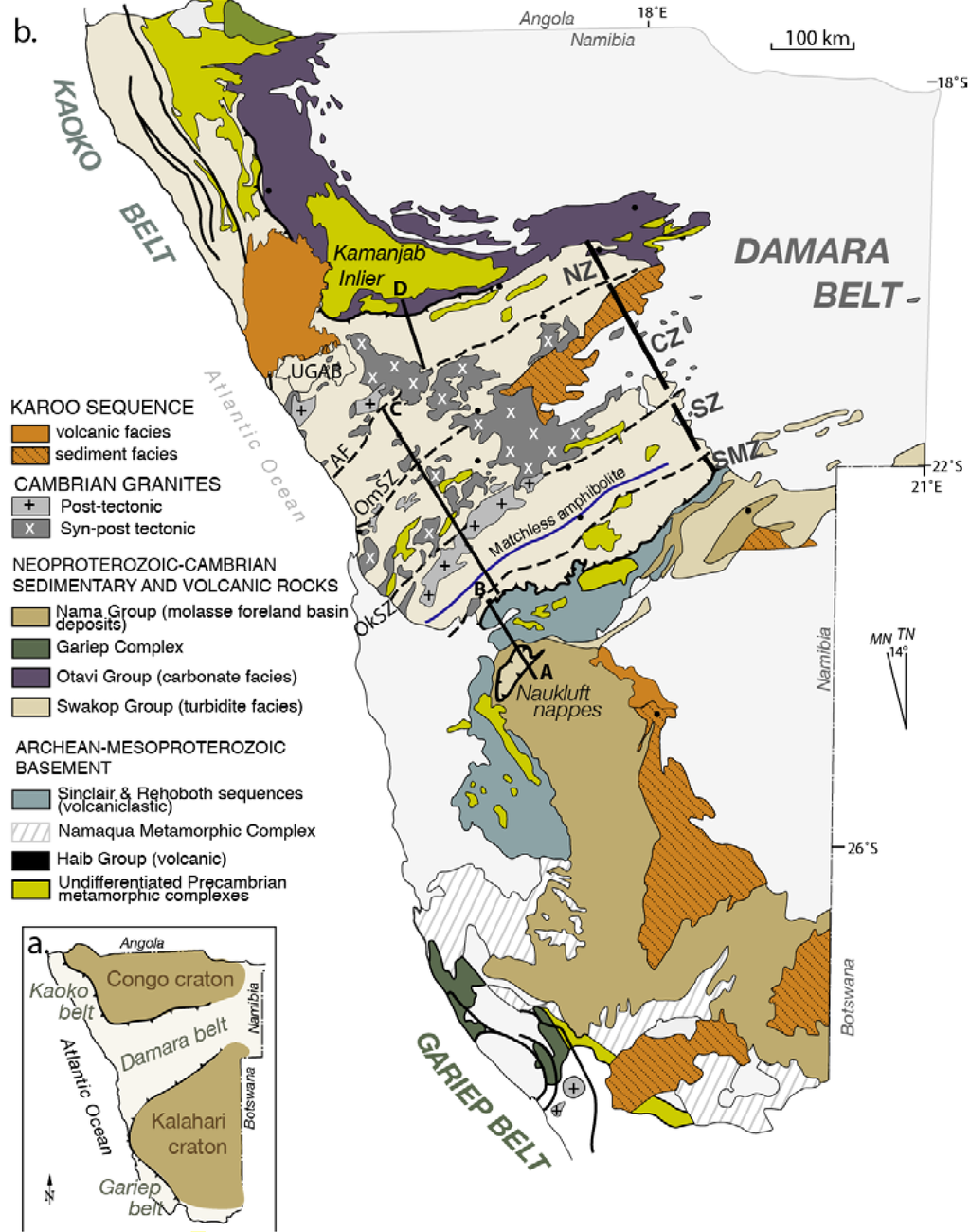
Damara-Gürtel, Kaoko-Gürtel und Gariep-Gürtel

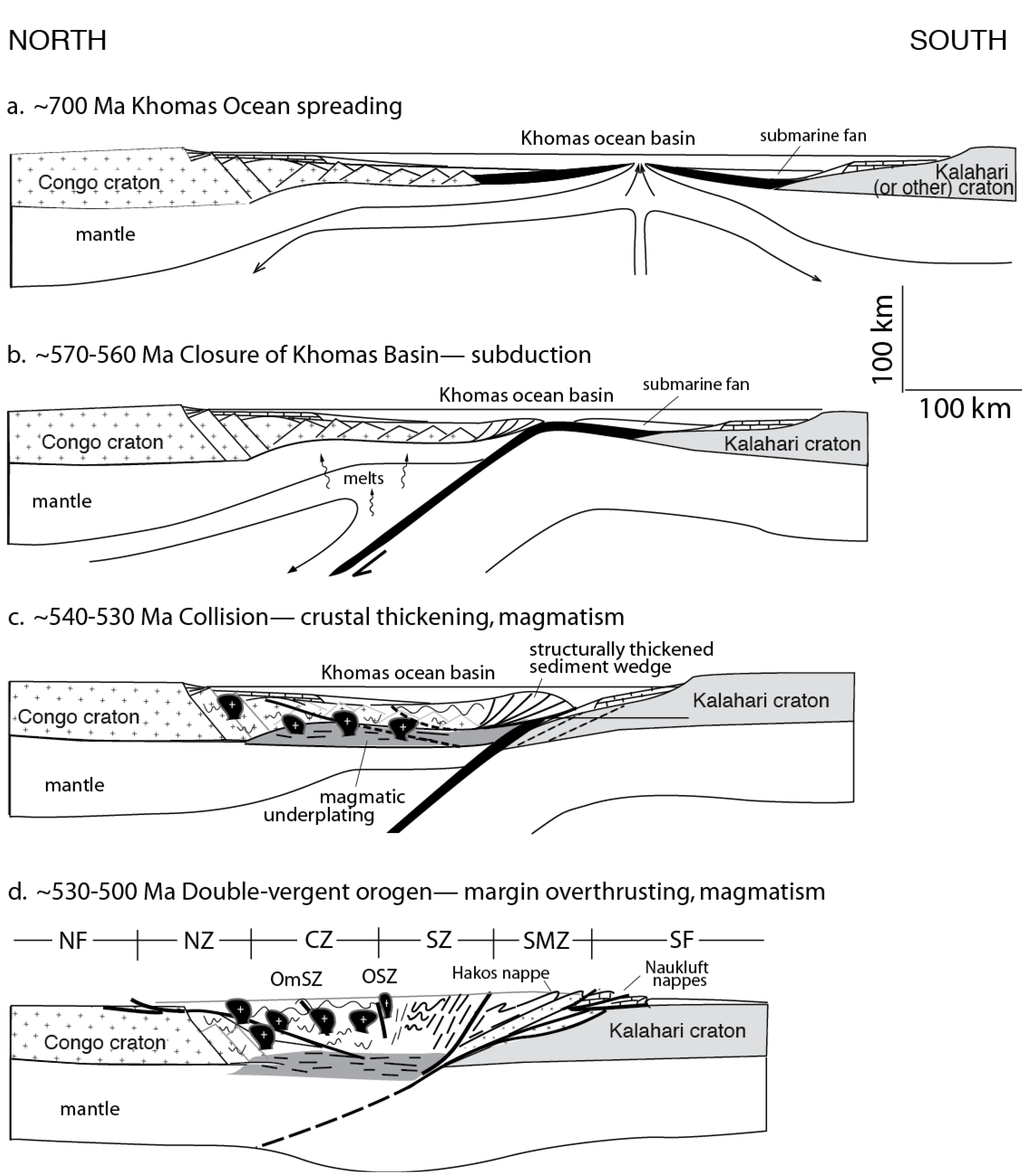
Tektonische Evolution des Damara-Gürtels Prinzipdarstellung

Der Damara-Gürtel hat eine von Südwest nach Nordost verlaufende Streichung (Längsachse) auf dem südwestlichen Bereich des Kratons Kongo-SF und nordwestlichen Rand des Kalahari-Kratons. Aufgeschlossen liegt er in Zentral- und Süd-Namibia. Unter Deckschichten verläuft er weiter in Richtung Botswana. Er kann von der Westküste des Südatlantiks bis ins Landesinnere von Namibia über eine Länge von ca. 530 km bestimmt werden. Östlich wird er von jüngeren Sedimenten der Kalahari mit unregelmäßiger Ausdehnung bedeckt. In Nord-Süd-Richtung hat er eine gesamte Ausdehnung von ca. 1.400 km einschließlich der Nördlichen Plattform und des südlich anschließenden Nama-Vorlandbecken.
Der Orogenese des Damara-Gürtels begann im Zeitraum von 780 bis 740 mya mit intra-kontinentalen Grabenbrüchen entlang eines Triple Junction (Tripelpunkt) zwischen dem Kraton Kongo-SF sowie den Kalahari- und den Río de la Plata-Kratonen. Zwischen ihnen bildete sich der Adamastor-Ozean aus. An den westlichen Rändern der Grabenbrüche entwickelten sich Plutone sowie Vulkanite mit Lavaflüssen und Aschetuffe. Dabei wurden mehrere Kilometer mächtige Schichten abgelagert.
In der weiteren Folge entstanden zwischen den Kongo-SF- und Kalahari-Kratonen zwei annähernd parallele intra-kontinentale Grabenbrüche, die mit Meereswasser geflutet wurden. Im südlichen Grabenbruch bildete sich das Khomas-Rift aus, welches auch als Khomas-Trog bezeichnet wird. Wahrscheinlich entstand im ihm ein Mittelozeanischer Rücken und eine Ozeanbodenspreizung. Als Hinweis einer Ozeanbodenspreizung wird der etwa 350 Kilometer lange Matchless Amphibolite Member angesehen. Für mehrere Millionen Jahre dienten die Grabenbrüche als Sammelbecken für unterschiedlichstes Sedimentmaterial, bestehend überwiegend aus Siliziklastika mit geringfügiger Ablagerung von vulkano-sedimentären Schichten. Sie bilden die Damara-Supergruppe.
Zwischen 595 und 540 mya schlossen sich der Adamastor-Ozean und das Khomas-Meer. Die Kratone Kongo-SF und Kalahari waren kollidiert, verbunden mit Auffaltungen und Metamorphosen von Gesteinsstrukturen sowie Gebirgsbildungen. Der dolomitische Naukluft Nappe Complex wurde um 496 mya als Tektonische Decke nach Süden auf das Nama-Vorlandbecken aufgeschoben mit Abscherungen vom Untergrund und Überschiebungen auf die bereits abgelagerten Beckensedimente.

#### Kaoko-Gürtel
Der Kaoko-Gürtel bezeichnet einen Falten- und Überschiebungsgürtel, der sich von Nordwest-Namibia bis hin zu Südwest-Angola an der Westküste des Atlantischen Ozeans erstreckt. Seine Länge beträgt etwa 700 km bei einer Breite von etwa 180 km. Der Kaoko-Gürtel kann als nördliche Erweiterung des Damara-Gürtels angesehen werden.
Die anfängliche geodynamische Entwicklung ist vergleichbar mit derjenigen des Damara-Gürtels. Ab 655 mya begann sich der nördliche Teil des Adamastor-Ozeans zu schließen, wodurch juvenile Inselbogen-Kruste entstanden. Deren magmatische Ereignisse sind in dem Coastal-Terran nachgewiesen. Ab 630 mya entstand Ozeanbodenspreizung im südlichen Adamastor-Ozean. Vor 580 mya schloss sich der nördliche Adamastor-Ozean infolge der Kollision des Coastal-Terrans mit dem Kraton Kongo-SF. Der Kaoko-Gürtel faltete sich auf, begleitet von mächtigen Intrusionen, Deformationen und Metamorphosen. Zwischen 530 und 510 mya hatte sich der Kaoko-Gürtel weitgehend konsolidiert. Während post-orogener Intrusionen durchdrangen mächtige Flutbasalte das sedimentäre Deckgebirge und bildeten das Etendeka-Plateau im südlichen Bereich des Kaoko-Gürtels. Dies steht im Zusammenhang mit der Öffnung des Südatlantiks, als sich Afrika und Südamerika zu trennen begannen.

#### Gariep-Gürtel
Der Gariep-Gürtel ist ein etwa in Nord-Süd-Richtung verlaufender Falten- und Überschiebungsgürtel an der südatlantischen Westküste, beginnend bei Lüderitz im Südwesten Namibias bis Kleinzee an der Nordwestküste Südafrikas. Er erstreckt sich über eine Länge von etwa 400 km und einer Breite von etwa 80 km. Der Gariep-Gürtel kann als südliche Fortsetzung des Damara-Gürtels angesehen werden. Im Süden geht der Gariep-Gürtel in den Saldania-Gürtel über, der sich am südwestlichen Rand des Kalahari-Kratons etwa zwischen Saldanha und dem Kap der Guten Hoffnung erstreckt.
Die anfängliche geodynamische Entwicklung ist vergleichbar mit derjenigen des Damara-Gürtels. Mit beginnender Schließung des südlichen Adamastor-Ozeans ab 600 mya setzte die Gariep-Orogenese ein. Die finalen Faltungs- und Überschiebungsvorgänge im Gariep-Gürtel fanden während der Kollision des Kalahari- mit dem Río-de-la Plata-Kraton um etwa 545 mya statt. Um 520 mya hatte sich der Gariep-Gürtel weitgehend konsolidiert. Jedoch ist ostwärts gerichtete Überschiebungstektonik des Naukluft Nappe Complex im anschließenden Nama-Vorlandbecken mit noch bis 496 mya nachweisbar. Die heutige geologische Situation bildete sich mit der Öffnung des Südatlantiks ab der frühen Kreidezeit heraus.

#### Saldania-Gürtel

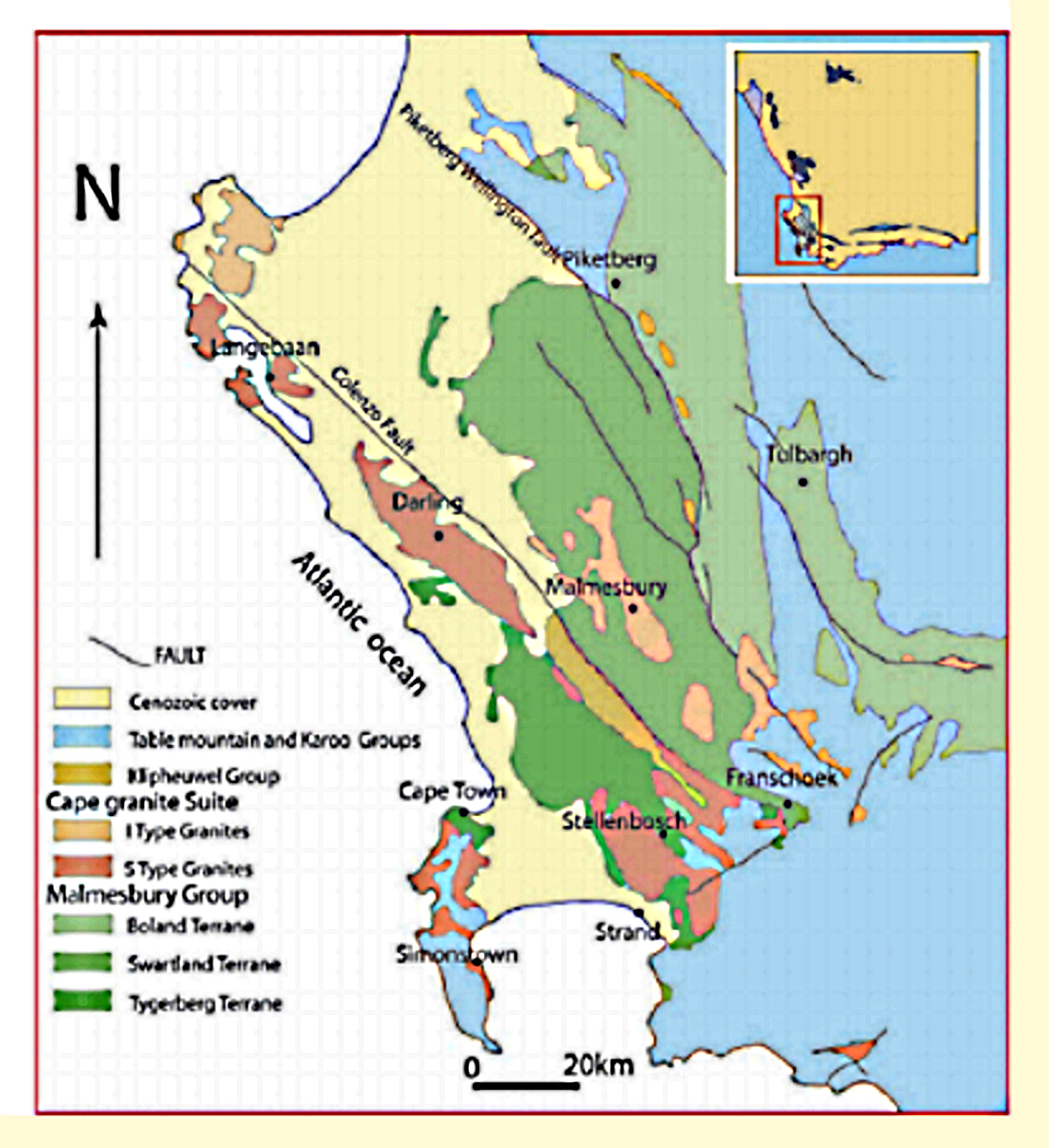
Geologische Karte des Saldania-Gürtels im Südwesten Afrikas

Der Saldania-Gürtel erstreckt sich mit einer Länge von ca. 190 km im Westkap am Atlantikrand südlich von Kapstadt bis nördlich bis zur St Helena Bay. Seine Breite beträgt ca. 110 km. Geologisch entwickelt sich dieser Gürtel auf dem südwestlichen Bereich des Kalahari-Kratons in einem Zeitraum von etwa 750 bis 510 mya. Die tektonische Evolution des Saldania-Gürtels lässt sich zurückverfolgen bis zu intra-kontinentale Grabenbrüche zwischen den seinerzeit noch verbundenen Kratonen Kalahari und Rio de la Plata. Es folgten Ozeanbodenspreizungen, die zur Ausbreitung des südlichen Adamastor-Ozeans führten. Mit dem Schließen dieses Ozeans entstand ein Akkretionskomplex aus mehreren Terranen, geologischen Gruppen und Formationen, die sich auf und am Rand des Kalahari-Kratons bildeten. In diese intrudierten etliche voluminöse Batholithe. Zwei bedeutende Verwerfungen bzw. Scherzonen durchziehen den Saldania-Gürtel.

### Transkontinentale Gürtel Nordafrikas
Die transkontinentalen Gürtel Nordafrikas erstrecken sich überwiegend in Nord-Süd-Richtung beginnend im Süden Marokkos bis an die Südatlantikküste von Benin.

#### Transsahara-Gürtel
Der Transsahara-Gürtel stellt ein System aus Falten- und Überschiebungsorogenen mit mehr als 3000 km Länge dar. Es erstreckt sich vom marokkanischen Antiatlas über Algerien bis an die Südatlantikküste von Benin. Bis auf Nigeria, Benin, Togo und Ghana durchquert der Gürtel mit einer Länge von ca. 1800 km die Sahara, von der er seinen Namen erhielt.
Der Transsahara-Gürtel wird unterteilt in den südwest/nordost verlaufenden (streichenden) Antiatlas-Gürtel, in den quasi in Nordsüdrichtung ausgerichteten Pharusischen Gürtel, der von Algerien bis nach Mali reicht und den in Mali und Niger anschließenden Dahomeyide-Gürtel.
Geologisch bzw. geomorphologisch ist der Antiatlas-Gürtel Bestandteil des nördlich und östlich vorgelagerten Atlas. Der Pharusische Gürtel entwickelte sich zwischen der nordöstlichen Flanke des Westafrika-Kratons und dem Tuareg-Schild, während der Dahomeyide-Gürtel vom südöstlichen Rand des Westafrika-Kraton und der westlichen Zone des Togo-Benin-Nigeria-Schild begrenzt wird. Letztere Gürtel trennen somit den Westafrika-Kraton und den Sahara-Metakraton. Der Dahomeyide-Gürtel hat seine Fortsetzung in der Provinz Borborema des Bundesstaates Paraíba im Nordosten Brasiliens.
Die geologische Entwicklung begann mit Grabenbruchbildungen und Öffnung von Ozeanen. Zwischen dem Ostrand des Westafrika-Kratons und der westlichen Flanke des Sahara-Metakratons breitete sich der Pharusische Ozean, auch Transsahara-Ozean genannt, aus. Ein weiterer, nicht benannter Ozean mit unbekannter Ausdehnung bildete sich am Nordrand des Westafrika-Kratons vor einer noch nicht definierten Landmasse (manchmal als Marokko-Kontinent bezeichnet). Bei anschließender Subduktion von ozeanischen unter kontinentale Lithosphärenplatten entstanden neue, unterschiedliche Krustenblöcke, wie magmatische Inselbögen und Forearc- und Backarc-Becken. Die fortschreitende Verengung und Schließung der Ozeane führte zu Kollisionen und teilweisen Überschiebungen auf die Kontinentalränder mit orogener Auffaltung der Krusteneinheiten, Entwicklung von Plutonen und Vulkanen sowie vulkano-sedimentären Ablagerungen. Heute sind große Gürtelbereiche unter sedimentären Schichten der Sahara, der Sahelzone und anderen Gebieten verborgen.
Die Hauptphase der Entwicklung fällt in die Zeit der Pan-Afrikanischen Orogenese und reicht von vor rund 800 bis 550 mya.

#### Nordwestafrikanischer Gürtel
Im Nordwestafrikanischen Gürtel werden die Mauritanide-, Bassaride- und Rokelide-Gürtel zusammengefasst. Sie bilden am westlichen Rand des Westafrika-Kratons eine ca. 3000 km lange und ca. 200 km breite, bogenförmige Gebirgskette. Der Mauritanide-Gürtel erstreckt sich vom südlichen Marokko, wo er an den Antiatlas anschließt, über Mauretanien bis zum nördlichen Senegal, der Bassaride-Gürtel verläuft durch den südlichen Senegal bis Guinea-Bissau, der Rokelide-Gürtel befindet sich in Guinea-Bissau, in Sierra Leone und Liberia. Große Abschnitte dieser Gebirgskette sind unter mächtigen jüngeren sedimentären Schichten verborgen. Die Gürtel durchliefen eine mehrphasige tektono-thermische Entwicklung, bei denen sich generell zwei Hauptstrukturen herausbildeten: der Falten- und Überschiebungsgürtel sowie das sich in Richtung des Kratons ausweitende Vorland. Der Frontal thrust (Überschiebungsfront) definiert die tektonische Grenze zwischen beiden.

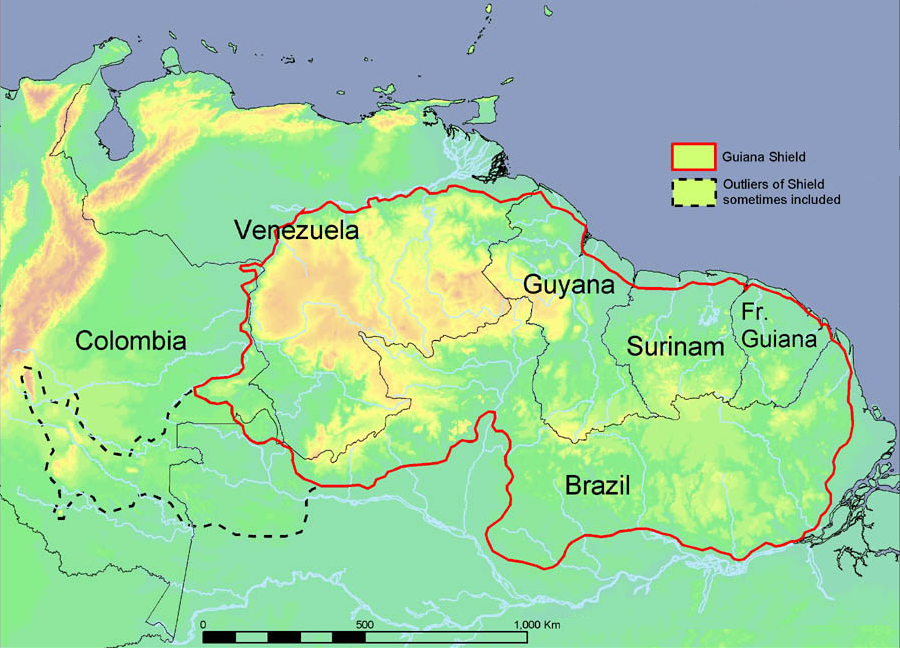
Übersichtskarte des Guyana-Schildes

Die Evolution der Gürtel begann ab etwa 850 mya mit Grabenbruchbildung begleitet von vulkanischen Ausbrüchen. Dieses Rift schloss sich um 660 mya infolge Kollision eines westlichen Blocks mit dem Westafrika-Kraton mit orogener Ausbildung des Bassaride-Gürtels. Danach wurden vulkano-klastische und andere Sedimente abgelagert, die von 620 bis 610 mya komprimiert und gefaltet wurden. In einem weiteren Dehnungsregim bildeten sich zwischen 610 und 550 mya weitere Grabenbrüche parallel zum Bassaride-Gürtel. In diesen Grabenbrüchen bilden sich die Mauritanide- und Rokelide-Gürtel aus. Tillite und Schlammgesteine wurden darin abgelagert. Der Rokelide-Gürtel wurde zwischen 550 und 500 mya aufgefaltet infolge der Kollision des südamerikanischen Spät-Paläoproterozoischen Guyana-Schild mit dem Reguibat-Schild. Im Mauritanide-Gürtel ereigneten sich von 530 bis 480 mya tektono-thermische Prozesse. Nach 480 mya öffneten sich weitere Grabenbrüche im zentralen Mauritanide-Gürtel mit Auswurf von Vulkaniten. In den Bassaride- und Rokelide-Gürteln lagerten sich marine transgressive Sedimente während eines Meeresanstieges ab.
Die Ausgangsgesteine dieser Gürtel entstammen dem archaischen Grundgebirge des Westafrika-Kratons mit dem nördlich angrenzenden Reguibat-Schild sowie dem südlich liegenden Man-Schild. Sie bestehen aus hochgradig metamorphierten Gneisen sowie Granulite, niedriggradig metamorph überprägten suprakrustalen Sequenzen und vulkano-sedimentären Sedimentgesteinen.

### Zentral- und Mittelwestafrikanische Gürtel

#### Zentralafrikanischer Gürtel
Der Zentralafrikanische Gürtel bildete sich zwischen dem nördlichen Rand des Kongo-SF-Kratons und dem südwestlichen Bereich des Togo-Benin-Nigeria-Schildes. Geographisch erstreckt er sich in Kamerun, dem Tschad und der Zentralafrikanischen Republik.
Dieser Gürtel besteht aus neoproterozoischen suprakrustalen Gesteinsansammlungen und unterschiedlich deformierten Granitoiden mit tektonisch zwischengeschalteten Keilen paläoproterozoischen Grundgebirges. Der südliche Teil zeigt mittel- bis hochgradig metamorphierte neoproterozoische Gesteine, darunter 620 mya alte Granulite, von denen angenommen wird, dass sie sich in einer kontinentalen Kollisionszone gebildet haben und über den Kongo-SF-Kraton geschoben wurden. Die zentralen und nördlichen Bereiche sind charakterisiert durch einen riesigen Gürtel, der durch Schub- und Scherzonen gekennzeichnet ist. Dieser korreliert mit Strukturen im Nordosten von Brasilien und deutet auf späte Kollisionsprozesse hin. Der Zentralafrikanische Gürtel setzt sich ostwärts in dem wenig bekannten Oubanguide-Gürtel der Zentralafrikanischen Republik fort.

#### Westkongo-Gürtel
Der Westkongo-Gürtel ist ein ca. 1400 km langes Orogen, das sich von Gabun bis Nord-Angola leicht bogenförmig entlang der südafrikanischen Westatlantikküste erstreckt. Er entstand durch Grabenbruchbildung zwischen ca. 1000 und 900 mya am westlichen Rand des Kratons Kongo-SF. Es folgten Subsidenzen (Krustenabsenkungen) und Bildung eines carbonatreichen Vorlandbeckens, in dem sich die so genannte West Congolian Supergroup zwischen ca. 900 und 570 mya ablagerte. Sie beinhaltet zwei glaziale diamiktitische Horizonte, die denen in der Katangan-Sequenz des Lufilian-Bogens ähneln.
Die Strukturen werden von einer nach Osten vergente (geneigten) Verformung des östlichen Randes dominiert, welche als ozeanische Kruste (Ophiolith) auf den Kongo-SF-Kraton geschoben wurden, verbunden mit dextraler (rechtsgerichter) und sinistraler (linksgerichter) transversaler (querverlaufender) Abscherung. Die Gesteins-Metamorphose ist niedrig bis mittelgradig. Im Westen überlagert ein durch Transportvorgänge verbrachter allochthoner Schub- und Faltenstapel paläo- bis mesoproterozoischer Grundgesteine die westkongolesische Vorlandsequenz. Daraus wird geschlossen, dass der Westkongo-Gürtel der östliche Teil eines Orogensystems darstellt, deren westlicher Teil, einschließlich eines 800 mya alten Ophioliths, im Aracuai-Gürtel Brasiliens auftaucht.